# Linfocitosi
La linfocitosi è un aumento del numero dei linfociti nel sangue.
Convenzionalmente si parla di linfocitosi quando il numero di linfociti supera i 4.000 per microlitro, sebbene il numero può di gran lunga aumentare nei bambini e nei neonati.
È comunemente indicativa di infezioni virali, (come ad esempio la mononucleosi infettiva), ma spesso può essere osservata anche in casi di infezioni batteriche intracellulari, come nel caso della tubercolosi.
Inoltre, la leucemia linfoide cronica può causare una massiccia linfocitosi, così come gli altri tipi di leucemie.
La linfocitosi, se preceduta da leucopenia, può essere osservata nella fase itterica dell'epatite virale.